# Вырье
Вырье — деревня в Тёмкинском районе Смоленской области России. Входит в состав Долматовского сельского поселения. Население — 10 жителей (2007 год). 
Расположена в восточной части области в 18 км к северо-востоку от Тёмкина, в 28 км южнее автодороги М1 «Беларусь». В 19 км юго-западнее деревни расположена железнодорожная станция Тёмкино на линии Вязьма — Калуга. 

## История
В годы Великой Отечественной войны деревня была оккупирована гитлеровскими войсками в октябре 1941 года, освобождена в марте 1943 года.